# Fran Beltrán
Francisco José "Fran" Beltrán Peinado (Madrid, 3 de fevereiro de 1999) é um futebolista profissional espanhol que atua como meio-campo. Atualmente joga pelo Celta de Vigo.

## Carreira

### Rayo Vallecano
Fran Beltrán começou a carreira no Rayo Vallecano. No clube de Vallecas, Beltran foi importante no acesso na Liga123 2017-2018.

### Celta
Em 2018, o Celta fez um acordo por quatro e 8 milhões de euros por Beltran.

## Títulos
Rayo Vallecano
- Segunda Divisão Espanhola: 2017–18